# Couchê
Couchê é uma canção da cantora brasileira Daniela Mercury e da banda compatriota Cabeça de Nós Todos. A música foi lançada no carnaval de 2013.

## Polêmica
Neste Carnaval de 2013 Daniela causou polêmica ao ser atingida por um soco no rosto por um dos seus dançarinos enquanto cantava a música. A situação ocorreu quando Daniela Mercury estava no circuito Dodô, em Salvador. Em um dos primeiros momentos, a cantora foi atingida por um "soco", mas sem querer, do bailarino, que girava com braços abertos durante a dança. Por conta do incidente, que fez a boca da artista sangrar, ela foi vista colocando a mão no rosto por diversos momentos.
| “ | "A gente tem um 'duo' lindo com Jai e Estevan, o rapaz que ficou famoso porque quebrou minha boca. Acharam que eu ia demitir o rapaz. Imagine só. Fui eu que passei no meio deles. Ele nem me viu", | ” |